# Jean-Paul Marat
Jean-Paul Marat (n. 24 mai 1743, Boudry⁠(d), cantonul Neuchâtel, Elveția – d. 13 iulie 1793, Paris, Prima Republică Franceză), a fost un medic, filosof și om de știință francez de origine elvețiană cunoscut pentru implicarea sa în Revoluția franceză ca jurnalist radical și politician.
Născut în Principatul Neuchâtel, a fost un medic, teoretician politic și om de știință, cel mai bine cunoscut pentru cariera sa în Franța ca un jurnalist radical și politician în timpul Revoluției Franceze. A devenit jurnalist renumit pentru tonul său feroce, atitudinea intransigentă față de noii lideri și instituții ale revoluției, și adocații drepturilor fundamentale ale omului pentru cei mai săraci membri ai societății. Marat a fost una dintre vocile cele mai radicale ale Revoluției Franceze. El a devenit un apărător puternic al ,,sans - culottes", publicarea vederilor sale în pliante, pancarte și ziare, în special lui "L' Ami du peuple", care l-a ajutat să-i facă legătura lor neoficial cu grupul radical iacobin republican, care a venit la putere după iunie 1793. Marat a fost asasinat de către Charlotte Corday, o simpatizantă girondistă, în timp ce lua o baie ca medicament pentru boala lui de piele. Moartea lui Marat a devenit un simbol pentru iacobini, un fel de martiriu revoluționar, după cum reiese din celebra pictură a lui Jacques-Louis David pe tema morții sale.

## Revoluția franceză

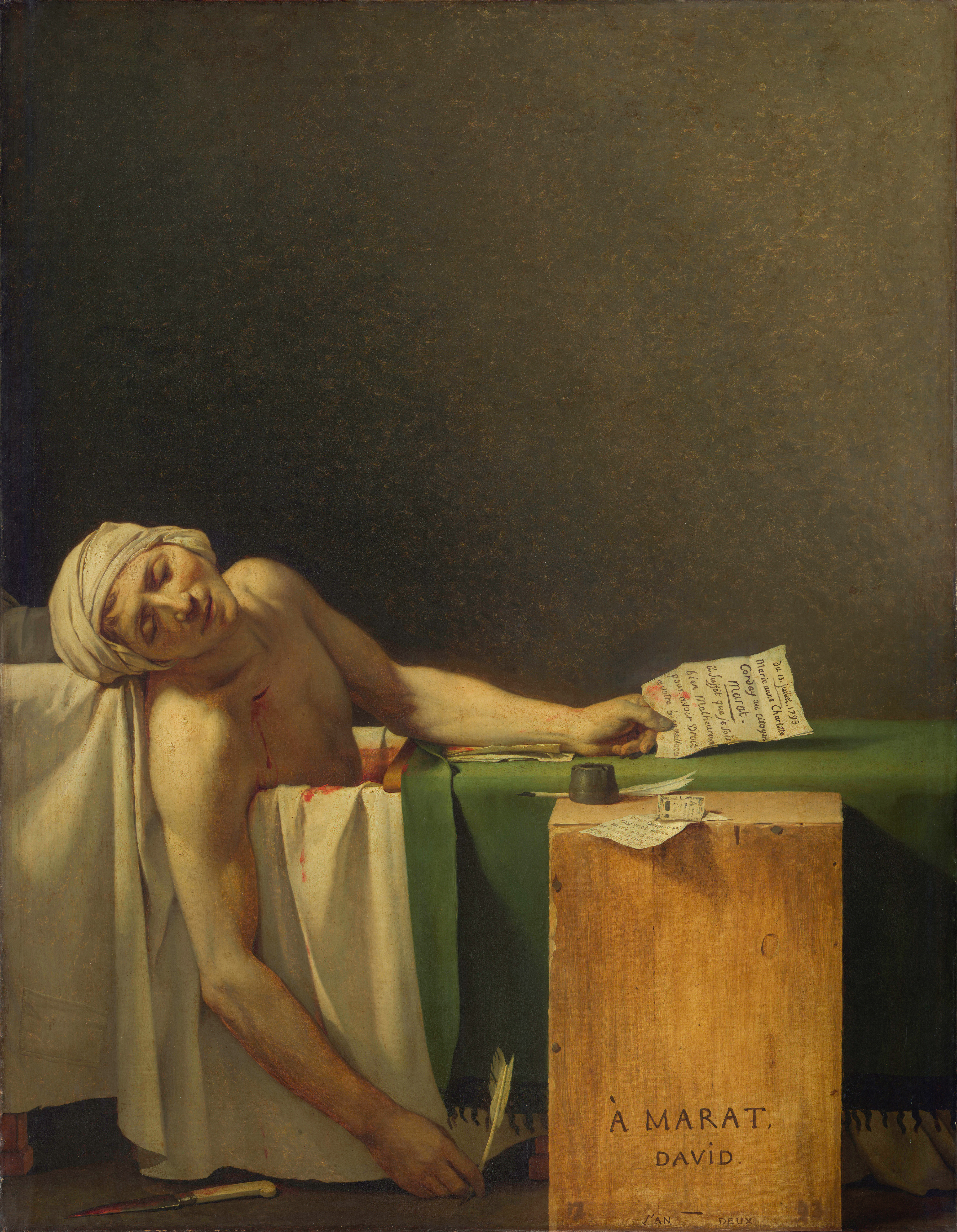
Moartea lui Marat, pictură de Jacques-Louis David (1793)

O dată cu începutul revoluției s-a dedicat în întregime desfășurării ei. Din august 1789 editează ziarul Prietenul poporului în care erau exprimate revendicările maselor populare. Importanța libertății, zicea Marat, constă în aceea că: 
„,,Marat constă în aceea că învață poporul,să se supună legilor drepte și înțelepte ,să se ridice împotriva legilor tiranice”
 În același timp Marat considera că poporul trebuie condus, că are nevoie de un dictator care să-l îndrume. Marat a fost primul care a chemat la teroarea iacobină.